# Ротшилдов цокор
Ротшилдов цокор (лат. Eospalax rothschildi) је глодар из породице слепих кучића (лат. Spalacidae). 

## Распрострањеност и станиште
Кина је једино познато природно станиште врсте. Ротшилдов цокор има станиште на копну.

## Угроженост
Ова врста није угрожена, и наведена је као последња брига јер има широко распрострањење.

### Популациони тренд
Популациони тренд је за ову врсту непознат.